# Ultra HD

Auf der IFA 2014 vorgestelltes Logo der Ultra-HD-Geräte

Ultra HD ist ein digitales High-Definition-Video-Format, das der vierfachen HDTV-Auflösung entspricht.

Relationen Auflösungen, bei gleicher Pixelgröße

Der aus dem Englischen stammende Begriff „Ultra HD“ (Abk. für Ultra High Definition) bedeutet komplettiert und übersetzt „jenseits hoher Auflösung“. Damit wird die Eigenschaft eines HDTV-fähigen Gerätes (Fernseher, DVD-Player, Videokamera, Set-Top-Box, Spielkonsole, Smartphone etc.) bezeichnet, die für den Konsumbereich angebotene HD-Auflösung von 3840 × 2160 Pixeln ausgeben oder aufzeichnen können. Bei Ultra HD handelt es sich um den Nachfolger des Full-HD-Standards. Die Bezeichnung „Ultra“ wurde gewählt, um die höhere Qualität gegenüber „Full“ HD (1920 × 1080 Pixel) deutlich zu machen. Ultra HD wird umgangssprachlich auch 4K-Auflösung oder „4K“ genannt. Auf Covern von Ultra HD Blu-rays wird immer ein Logo "4K|Ultra HD" abgebildet, obwohl Blu-Rays maximal UHD auflösung haben können und kein echtes 4K. Eine Verdoppelung der Pixelzeilen von 1080 auf 2160 sowie der Pixelspalten von 1920 auf 3840 bedeutet eine Vervierfachung der Gesamtzahl an Pixeln von rund 2 Millionen auf zirka 8 Millionen.
| Auflösung     | Mega-Pixel | Seitenverhältnis | Abkürzung(en)    |
| ------------- | ---------- | ---------------- | ---------------- |
| 4096 × 2160   | 8,85       | 256:135 ~19:10   | 4K, 4K2K, 4K DCI |
| 3840 × 2160   | 8,29       | 16:9             | UHD              |
| 3840 × 1600   | 6,14       | 12:5             | QHD+             |
| 3440 × 1440   | 4,95       | 43:18            | UWQHD            |
| zum Vergleich |            |                  |                  |
| 3840 × 1080   | 4,15       | 32:9             | Ultra Wide       |
| 1920 × 1080   | 2,07       | 16:9             | Full HD          |
| 1440 × 1080   | 1,55       | 4:3              | HDV (anamorph)   |
| 1280 × 720    | 0,92       | 16:9             | HD ready         |
| 720 × 576     | 0,41       | 5:4              | SD 16:9 PAL      |

## Kennzeichnungen
Die Consumer Electronics Association (CEA) hat am 18. Oktober 2012 beschlossen: Ultra HD ersetzt die bislang propagierte Bezeichnung 4K. Der Definition nach müssen Ultra-HD-Fernseher eine Mindestauflösung von 8 Millionen Pixel haben (viermal so viele Pixel wie bei aktuellen Full-HD-Fernsehern). Die gebräuchliche Auflösung liegt hier bei 3840 × 2160 Bildpunkten. Außerdem müssen Ultra-HD-Fernseher über Anschlüsse verfügen, mit denen Ultra-HD-Inhalte ausgegeben werden können. Dafür geeignet wäre z. B. DisplayPort 1.2 mit 4 Leitungen: 2160 MByte/s (17,28 GBit/s), ausreichend für 3840 × 2400 oder 4096 × 2560 Pixel oder der Standard HDMI 2.0, welcher 60 fps bei einer Bandbreite von 20 und 25 GBit/s für Ultra HD unterstützt.
Im Handel werden auch die Begriffe „4K“ oder „UHD“ verwendet, alle bezeichnen jedoch dieselbe Auflösung, welche viermal so hoch ist wie die des Full-HD-Standards.

## Probleme und Ausblick

### Datenquellen
Video-on-Demand-Anbieter wie Netflix haben bereits einige Filme im Angebot.
Die Aufnahmegeräte zum Filmen arbeiten wegen der großen Datenmengen langsamer als Geräte mit geringerer Bildauflösung und stellen damit sehr hohe Anforderungen an die Geschwindigkeit der eingesetzten Hardware. Darüber hinaus ergibt sich daraus auch eine deutlich höhere Leistungsaufnahme der Geräte, und somit entstehen höhere Betriebskosten. Es wird ferner kritisiert, dass auch die Anschaffung der hochauflösenden Technologie für Verbraucher hohe Kosten erzeugt, obwohl sie beim Betrachten von Filmmaterial wenig Vorteile bietet.
| Prozessor (CPU mit IGP, GPU, SoC)                                                      | H.264/AVC   | H.265/HEVC  | VP9         |
| -------------------------------------------------------------------------------------- | ----------- | ----------- | ----------- |
| Intel-Prozessoren (x86)                                                                |             |             |             |
| Core i-7000 (Kaby Lake)                                                                | vollständig | vollständig | vollständig |
| Core i-6000, Pentium G4000, Celeron 3900 (Skylake), Celeron N/J3000/4000 (Apollo Lake) | vollständig | vollständig | teilweise   |
| Core i-5000 (Broadwell)                                                                | vollständig | teilweise   | –           |
| Core i-4000 (Haswell)                                                                  | vollständig | –           | –           |
| AMD-Prozessoren (x86)                                                                  |             |             |             |
| Ryzen 3 2300U, Ryzen 5 2400G, Ryzen 7 2800H (Zen/Zen+)                                 | vollständig | vollständig | teilweise   |
| A-9000 (Bristol Ridge)                                                                 | vollständig | vollständig | –           |
| AMD-Grafikkarten (ab VCN, Nachfolger von UVD)                                          |             |             |             |
| Radeon RX 400 (Polaris)                                                                | vollständig | vollständig | vollständig |
| Radeon R9 Nano / Fury (Fiji)                                                           | vollständig | vollständig | –           |
| Radeon R9 285/380 (Tonga)                                                              | vollständig | –           | –           |
| Nvidia-Grafikkarten                                                                    |             |             |             |
| GeForce GTX 950, 960 (Maxwell), 1000, Titan X (Pascal)                                 | vollständig | vollständig | vollständig |
| GeForce GTX 970, 980 (Ti), 750 (Ti), Titan X (Maxwell)                                 | vollständig | teilweise   | teilweise   |
| GeForce 600/700 (Kepler)                                                               | vollständig | –           | –           |

### Bildauflösung
Früher, als Fernseher noch kleiner waren, waren nicht einmal die Hälfte der durchschnittlichen Betrachter in der Lage, die höhere Bildauflösung gegenüber Full HD wahrzunehmen. Die höhere Auflösung konnte, sofern das verwendete Bildmaterial diese überhaupt lieferte, nur genutzt werden, wenn man sich sehr nahe am Bildschirm befand, was aber zum Filmgenuss gar nicht erforderlich ist beziehungsweise wegen der notwendigen Kopf- oder Augapfelbewegungen sogar als unangenehm empfunden werden kann. Bereits bei den heutzutage als klein geltenden 55"-Fernsehern ist der Unterschied allerdings schon bei normalem Sitzabstand deutlich sichtbar, so dass mittlerweile fast ausschließlich UHD-Fernseher angeboten werden.
UHD-Fernseher und manche Zuspieler sind in der Lage, durch Zeilenverdopplung Video-Material in Full-HD-Qualität auf die höhere Auflösung hochzurechnen, was technisch zwar nachweisbar ist, aber nicht zu einer qualitativ besseren Darstellung führt.